# Le Fiancé
Le Fiancé est le 11e épisode de la saison 2 de la série télévisée Buffy contre les vampires.

## Résumé
La mère de Buffy, Joyce Summers, a un nouveau petit ami, Ted Buchanan, qui déplaît à sa fille. Willow et Alex apprécient Ted, malgré certaines réactions étranges de sa part. Giles et Angel pensent que la réaction de Buffy est suscitée par un sentiment classique de jalousie à l'égard d'un futur beau-père. Mais Ted menace Buffy pour un incident mineur lors d'une partie de mini-golf et les soupçons de celle-ci s'accroissent. Au cours d'une dispute qui dégénère, Buffy tue le fiancé de sa mère en le faisant tomber dans les escaliers.
Alors que Buffy est en proie à un fort sentiment de culpabilité, le Scooby-gang découvre que Ted a déjà été marié quatre fois et que toutes ses épouses ont disparu. C'est alors que Ted fait sa réapparition chez les Summers et, lors d'un nouveau combat, Buffy s'aperçoit qu'il s'agit d'un robot. Elle finit par le mettre hors de combat alors qu'Alex, qui fouille la maison de Ted, trouve les cadavres de ses ex-femmes. Le véritable Ted était en fait un inventeur vivant dans les années 1950 qui avait construit un robot à son image ayant pris sa place après sa mort et dont une des obsessions était de ramener sa femme (ou une femme lui ressemblant) à la maison.

## Production
Lors du tournage de la scène de combat entre Buffy et Ted, les deux acteurs étaient malades. Sarah Michelle Gellar avait la grippe et John Ritter une intoxication alimentaire.

## Statut particulier
Noel Murray, du site The A.V. Club, évoque un épisode aux « rebondissements inattendus » et « divertissant dans l'ensemble » tout en comportant quelques scènes émouvantes mais trouve peu crédible le comportement immédiatement très hostile de Buffy vis-à-vis de Ted. Pour la BBC, le scénario est « pleinement développé » et comporte des « événements entraînant d'intéressantes réponses émotionnelles de la part des personnages principaux » alors que la mort apparente de Ted est « un excellent rebondissement » qui pose de vraies questions au sujet des abus domestiques tout en fournissant « un riche potentiel dramatique ». Mikelangelo Marinaro, du site Critically Touched, lui donne la note de B-, exprime des sentiments mitigés sur l'épisode avec d'un côté « certains aspects vraiment réussis comme les interprétations des acteurs, la pertinence thématique et un aperçu de la caractérisation des personnages sur le long terme » et d'un autre « son incapacité à offrir un dénouement émotionnellement satisfaisant », la révélation de la vraie nature de Ted sapant considérablement la résonance émotionnelle des sujets soulevés.

## Distribution

### Acteurs crédités au générique
- Sarah Michelle Gellar : Buffy Summers
- Nicholas Brendon : Alexander Harris
- Alyson Hannigan : Willow Rosenberg
- Charisma Carpenter : Cordelia Chase
- David Boreanaz : Angel
- Anthony Stewart Head : Rupert Giles

### Acteurs crédités en début d'épisode
- John Ritter : Ted Buchanan
- Kristine Sutherland : Joyce Summers
- Robia LaMorte : Jenny Calendar
- Ken Thorley : Neal
- James G. MacDonald : l'inspecteur Stein